# Luck Stealer
Luck Stealer (ラックスティーラー, Luck Stealer) est un shōnen manga écrit et dessiné par Hajime Kazu. Il a été prépublié entre novembre 2007 et janvier 2012 dans le magazine Jump Square de l'éditeur Shûeisha, et a été compilé en un total de dix tomes. La version française est éditée par Kazé.

## Synopsis
Yûsei Kurusu est un tueur à gages Japonais. Sa particularité réside dans sa méthode de meurtre : il est surnommé le Luck Stealer car il a la capacité d'aspirer et d'emmagasiner la chance de sa cible qui, alors accablée de malheurs, perd rapidement la vie à la suite d'un incroyable et malencontreux concours de circonstances (par exemple, écrasée par une voiture à l'intérieur même d'un immeuble, ensevelie sous le plafond qui s'écroule soudain sur elle, ou encore perforée par son propre stylo plume...). Mais son objectif prioritaire, bien plus que l'argent que lui rapporte l'exécution des contrats, est de garantir la vie de sa fille, née extrêmement malchanceuse, et qui a donc besoin de la chance que lui rapporte son père à l'issue de ses missions.

## Personnages
- Yûsei Kurusu, le Luck Stealer : Protagoniste principal de l'histoire. Il a la particularité de pouvoir s'emparer de la chance de toute personne (la victime est alors condamnée à mort), et en redonne une partie à sa fille Karin, née très malchanceuse. Une partie seulement, ce qui lui permet d'être, lui, très chanceux (à un point tel qu'il n'a rien à craindre si on lui tire dessus : les balles passent miraculeusement à côté de lui). Il met à profit ce pouvoir en se faisant tueur à gages au service du bar le Flamingo, dirigé par Nakâto, mais pose une condition non négociable : les cibles doivent être des personnes « mauvaises ». Il a été formé six ans auparavant par son ami Shinya Amasaki, et, malgré ses pouvoirs, a pris soin d'être parfaitement capable de se battre et de manier efficacement une arme. Sa compagne, avec qui il a eu Karin, est morte quelques années auparavant. Il est solitaire, assez brutal, sauf quand il est avec sa fille qu'il aime passionnément et qui l'apaise. À tel point qu'il obéit au moindre de ses ordres sans discuter (principalement lorsqu'elle lui demande de s'excuser pour ses fréquentes menaces de mort, pour un oui ou pour un non, envers de tierces personnes). Sur le plan physique, il a des cheveux blancs et des yeux rouges, et il porte souvent des lunettes de soleil.

- Karin : Jeune fille de Yûsei, qui l'a eue très jeune. Elle est née sans chance, aussi son père doit régulièrement lui en donner pour qu'elle continue à vivre. Elle est, malgré sa condition et le manque de disponibilité de son père, toujours d'humeur enjouée. Elle vit chez ses grands-parents maternels, Yûsei étant trop souvent pris par son « travail ».

- Masaharu Kinoshita : Beau-père de Yûsei. Il tient, avec sa femme Kanae, un restaurant.

- Kanae Kinoshita : Belle-mère de Yûsei, restauratrice de son état.

- Nakâto : Directeur du bar Flamingo et, à ses heures perdues, mafieux dirigeant une petite équipe de tueurs à gages, dont le Luck Stealer est la tête de proue. Il est plutôt grand, a de longs cheveux noirs, des lunettes noires, un piercing en dessous de la bouche, et fume régulièrement.

- Shinya Amasaki : Prédécesseur du Luck Stealer comme tueur à gages numéro 1 du Flamingo, c'est d'ailleurs lui qui a formé Yûsei, dont il est désormais un ami proche, au métier. Malgré son air juvénile et angélique, il est extrêmement violent, mufle et soupe-au-lait. Il est aussi rusé et très manipulateur, et arrive toujours à ses fins. La richesse de sa famille de yakuzas lui permet en outre de mener un train de vie plus que luxueux. L'objectif de Shinya est en réalité d'amener le Luck Stealer à rencontrer son pire ennemi, l'inspecteur Himiyama, qui cherche à l'arrêter depuis des années, dans l'espoir que la crainte de voir ses méthodes uniques de meurtre découvertes par ce policier brillant et opiniâtre pousse Yûsei à se débarrasser de lui. La première partie du plan de Shinya s'est bien déroulée : après que le Luck Stealer a tué un ex-associé de Shinya surveillé par Himiyama qui s'apprêtait à l'arrêter(ce qui est fait ainsi : une grue s'effondre sur l'immeuble où se trouvait l'ex-associé, qui est le seul tué dans l'accident), l'inspecteur, déplorant l'incroyable chance qui sauve ainsi Shinya d'une probable mise en cause par celui qui allait être arrêté, remarque la présence de Yûsei juste avant l'accident fatal et commence à s'intéresser de prêt à celui-ci, ainsi qu'aux accidents frappant la pègre locale.

- Inspecteur Himiyama : Policier brillant et intelligent aux méthodes aussi contestables qu'efficaces (il n'hésite pas, par exemple, à tirer sur la jambe d'un preneur d'otage malgré le risque de blesser la victime, ayant conclu que l'heure complète de négociations sans aucun résultat montrait l'inefficacité de la méthode douce dans le cas présent), il cherche depuis des années à confondre Shinya Amasaki, qu'il présente comme un yakuza démoniaque et responsable de nombreuses atrocités. Après avoir vu de ses propres yeux un ancien associé de Shinya se faire écraser par une grue, alors qu'il s'apprêtait à l'arrêter, et ce juste après que l'intéressé a « accidentellement » percuté Yûsei, il enquête sur le Luck Stealer et ne tarde pas à s'apercevoir que, depuis quelque temps, de nombreux membres de la pègre ont trouvé la mort dans des accidents tous plus invraisemblables les uns que les autres, et que Yûsei était alors régulièrement aperçu dans les parages. Il est donc persuadé que Yûsei est un tueur à gages, mais ne comprend évidemment pas le modus operandi : comment le basculement d'une grue du fait d'une rafale de vent un peu trop importante pourrait être un assassinat ? Comment Yûsei pourrait-il faire s'effondrer un plafond sur sa victime en se contentant d'être près d'elle ? Finalement, Yûsei, se sachant suivi, décide de prendre l'inspecteur de front. Il le laisse le regarder aborder tranquillement, et sans rien faire de notable, sa prochaine victime, qui meurt dans les minutes qui suivent dans l'explosion accidentelle de son appartement. Himiyama se précipite alors dans les flammes, constate la mort du truand, comme Yûsei le lui avait prédit, puis s'écroule asphyxié. Il est sauvé par le Luck Stealer, et remarque à cette occasion que les flammes s'écartent devant Yûsei (grâce à la chance qu'il vient d'emmagasiner), leur permettant de sortir sans encombre. Il en conclut alors, incrédule, que Yûsei doit être un shinigami, voire un Dieu...

- Manaka : Ami d'enfance de Yûsei, c'est un geek intelligent, asocial et criblé de dettes (à l'égard d'une société immobilière tenue par des yakuzas...). Il voue un culte ambigu à la jeune Karin, ce qui indispose beaucoup son ami Yûsei. Il travaille sur le mystérieux pouvoir de son ami, et veut sauver Karin en essayant de trouver comment lui rendre une chance propre et durable. Il ignore en revanche que Yûsei est un tueur à gages, ce dernier lui disant travailler dans « le domaine de la sécurité ». Poursuivi par ses créanciers mafieux, qui en veulent maintenant à sa vie, sa dette est finalement réglée par Shinya, à la demande expresse de Yûsei.

## Manga
| no | Japonais         | Japonais          | Français          | Français          |
| no | Date de sortie   | ISBN              | Date de sortie    | ISBN              |
| -- | ---------------- | ----------------- | ----------------- | ----------------- |
| 1  | 2 mai 2008       | 978-4-08-874538-1 | 2 décembre 2010   | 978-2-84965-905-2 |
| 2  | 4 septembre 2008 | 978-4-08-874571-8 | 10 mars 2011      | 978-2-82030-053-9 |
| 3  | 4 janvier 2009   | 978-4-08-874623-4 | 9 juin 2011       | 978-2-82030-129-1 |
| 4  | 3 avril 2009     | 978-4-08-874670-8 | 15 septembre 2011 | 978-2-82030-199-4 |
| 5  | 4 août 2009      | 978-4-08-874720-0 | 8 février 2012    | 978-2-82030-289-2 |
| 6  | 4 janvier 2010   | 978-4-08-874770-5 | 20 juin 2012      | 978-2-82030-397-4 |
| 7  | 4 août 2010      | 978-4-08-870056-4 | 31 octobre 2012   | 978-2-82030-506-0 |
| 8  | 4 février 2011   | 978-4-08-870181-3 | 6 février 2013    | 978-2-82030-590-9 |
| 9  | 2 juillet 2011   | 978-4-08-870329-9 | 18 décembre 2013  | 978-2-82030-749-1 |
| 10 | 3 février 2012   | 978-4-08-870379-4 | 16 avril 2014     | 978-2-82031-683-7 |